# 米德哈特·弗拉舍里

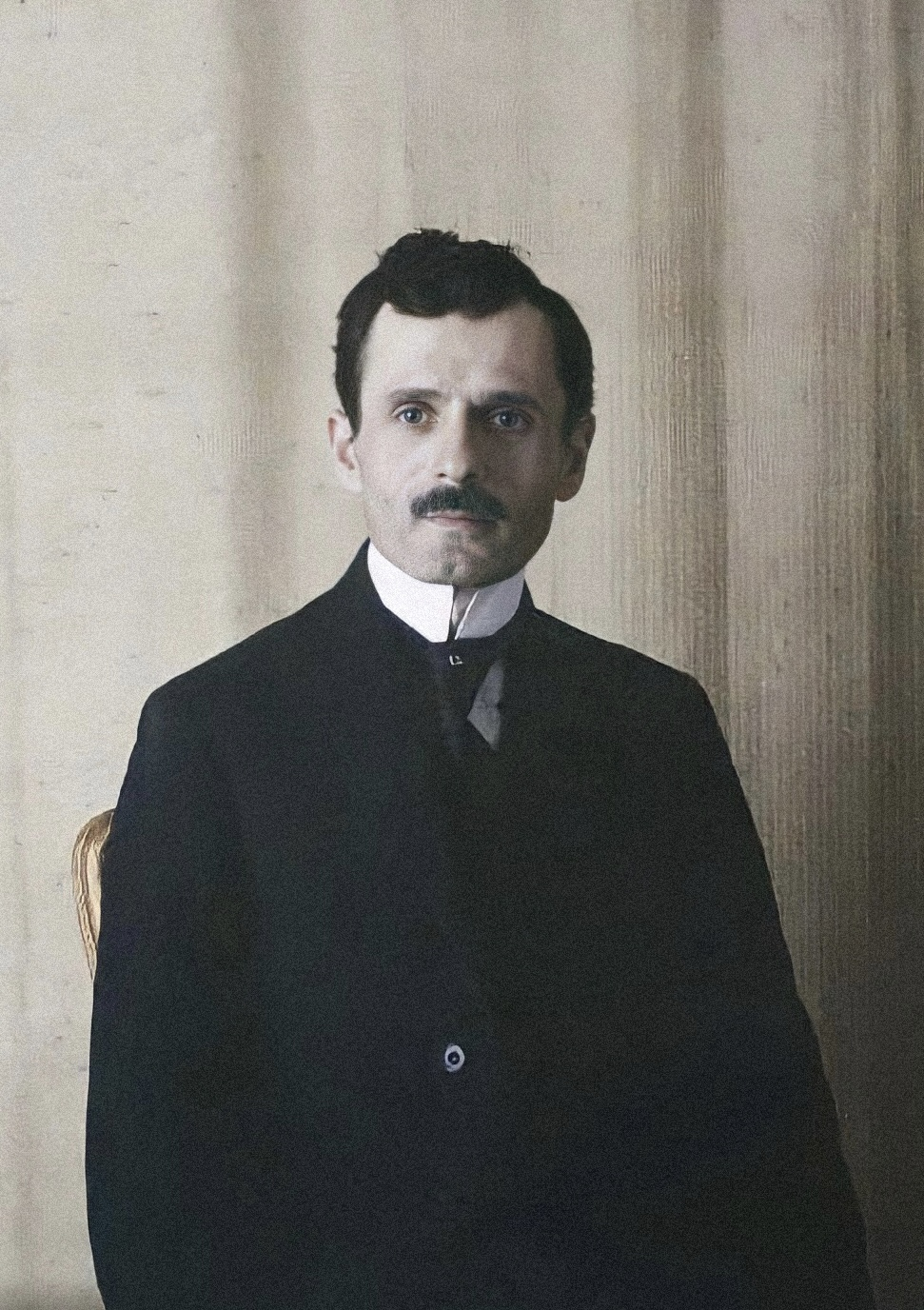
米德哈特·弗拉舍里

米德哈特·弗拉舍里（土耳其語：Fraşerli Mithat Bey，1880年3月25日—1949年10月3日）是一位阿尔巴尼亚外交官、作家、政客。其父阿卜杜·弗拉舍里是阿尔巴尼亚民族觉醒时期的一位活动家；米德哈特自己则在1908年参加过马纳斯蒂尔会议。1942年，弗拉舍里成为阿尔巴尼亚国民阵线主席。
1945年，阿爾巴尼亞共产党在阿尔巴尼亚赢得了战争。弗拉舍里逃到了意大利南部。在冷战初期，身在西方的弗拉舍里曾试图在英美拼凑出一个反共力量联盟。1949年8月，他當選自由阿尔巴尼亚民族委员会主席。最终，他在纽约市列克星敦大道（Lexington Avenue）上的列克辛顿酒店因心脏病突发去世，墓地位於纽约州的芬克里夫墓園。2018年11月，弗拉舍里的遗骨被移葬至地拉那。